# Сорго
Со́рго (Sorghum) — рід одно- та багаторічних рослин родини тонконогових (Poaceae), що охоплює до 50 дикорослих і культурних видів, поширених переважно у тропічних і субтропічних країнах, з яких кілька видів культивуються людиною. Економічно найважливіший вид — звичайне або цукрове сорго (Sorghum bicolor), зерно якого використовують для споживання, на фураж та для переробки на мелясу, крохмаль (74 %) і спирт. Ця рослина широко вирощується в Азії (в південно-західній частині), Африці (екваторіальна й південна), Південній і Північній Америці, Європі (на півдні континенту), Австралії.

## Біологічний опис
За зовнішнім виглядом сорго нагадує кукурудзу. Коренева система потужна, проникає на глибину 2-2,5 м. Стебло прямостояче, заввишки від 0,5 (карликові форми) до 7 м (тропічні форми), сухе при дозріванні (у більшості сортів зернового і віничного сорго) або соковите (у цукрового сорго). Рослини зернового сорго розвивають кілька стебел. Листкова пластинка ланцетоподібна з гострими краями. Суцвіття — прямостояча, розлога, поникла або зігнута волоть завдовжки 10-70 см (інколи більше). Зерно звичайно овальної або яйцеподібної форми, плівчасте або голе, білого, рожевого, червоного, жовтого забарвлення; маса 1000 зерен 5-32 г. Сорго відрізняється легкою пристосованістю до ґрунтових і кліматичних умов, теплолюбне, посухостійке, добре переносить підвищену концентрацію солей в ґрунті.

## Історія вирощування
Батьківщина сорго — Екваторіальна або Північно-Східна Африка. Похідними центрами походження вважають Індію і Китай, звідки воно було завезено в інші країни. У Індії сорго вирощують з 3-го тисячоліття до нашої ери, у Китаї та Єгипті — з 2-го тис. до н. е. В Європу культура була завезена в XV столітті, до Америки в XVII столітті. Сорго відвіку вирощують в Центральній Азії. На півдні Східної Європи — з XIX століття.

## Класифікація
| - Sorghum almum - Sorghum amplum - Sorghum angustum - Sorghum arundinaceum - Sorghum bicolor — сорго зернове, найпоширеніший культуний вид - Sorghum bicolor subsp. bicolor — сорго звичайне - Sorghum bicolor subsp. drummondii — суданська трава - Sorghum bicolor × almum — трава Колумба - Sorghum brachypodum - Sorghum bulbosum - Sorghum burmahicum - Sorghum controversum - Sorghum drummondii - Sorghum ecarinatum - Sorghum exstans - Sorghum grande - Sorghum halepense — сорго алепське | - Sorghum interjectum - Sorghum intrans - Sorghum laxiflorum - Sorghum leiocladum - Sorghum macrospermum - Sorghum matarankense - Sorghum miliaceum - Sorghum nigrum - Sorghum nitidum - Sorghum plumosum - Sorghum propinquum - Sorghum purpureosericeum - Sorghum stipoideum - Sorghum timorense - Sorghum trichocladum - Sorghum versicolor - Sorghum virgatum |

## Використання
Сорго — хлібна, технічна і кормова рослина. Зерно містить 61-68 % крохмалю, 7,8-16,7 % білка, 1,7-6,5 % жиру. З нього виробляють борошно, крупу, спирт, крохмаль та інше. Із стебел цукрового сорго (містить до 18 % цукру) отримують патоку (сорговий мед). Зерно і зелену масу використовують на корм великій рогатій худобі. Солома використовується як сировина для виробництва паперу, картону, плетених виробів, віників, нею вкривають дахи, використовують на паливо, для загорож. З сухих стебел деяких видів отримують червону фарбу для обробки шкір. Треба зважати на те, що молоді рослини багатьох видів сорго отруйні.

## Технологія вирощування
Культивуються найпоширеніші види: звичайне сорго (S. vulgare), джугара (S. sernuum), дурра (S. durra), гаолян (S. japonicum), кафрське сорго (S. caffrorum), хвостате сорго (S. caudatum), дохна (S. dochna), зернове сорго (S. bicolor), цукрове сорго (S. saccharatum), віничне або волотисте сорго (S. technicum), суданська трава (S. sudanense). До роду сорго відносяться також гумай (S. halepense) — смітна і кормова рослина. Широко поширені гібриди звичайного сорго з гумаем і суданською травою.
Починаючи з березня в Україні проводиться ранньовесняне боронування під посів сорго з метою закриття вологи. У квітні, з появою сходів багаторічних бур'янів, поле оброблюється гербіцидами (Ураган Форте 2,5 л/га, наприклад). За прогрівання ґрунту до температури +14 °C на глибину до 10 см проводять передпосівну культивацію на глибину 5—7 см задля утворення «насіннєвого ложа», розрихлення верхнього шару ґрунту, знищення пагонів однорічних бур'янів. Сорго — просапна культура. Використовується в пожнивних, поукосних і змішаних посівах. Чутлива на внесення добрива (90-120 кг/га NPK), цукрове сорго — на гній (40 мл/га).
Посів проводять на глибину 3,5 см (максимально до 7 см на легких ґрунтах) у вологий ґрунт. Дотримуються щільності посіву 160—200 тис. насінин на гектар (для отримання кінцевої щільності 120 тис./га). Ширина міжрядь залежить від використаної техніки — 21-70 см. В той же день проводять обприскування ґрунтовими гербіцидами (Примекстра Голд 3,5 л/га,) для боротьби зі злаковими однорічними та дводольними однорічними бур'янами. Боронування середніми боронами проводять з метою заробки гербіцидів у землю та розрихлення верхнього шару для закриття вологи. На 3-7-й день проводять повторне боронування легкими або пружинними боронами для знищення кірки на поверхні ґрунту (закриття вологи) та боротьби зі сходами бур'янів.
Спосіб посіву: широкорядний (міжряддя 60-70 см). На 1 га розміщують 40-120 тис. рослин. Збирають сорго на зерно у фазі його повної стиглості, на силос — в період воскової стиглості, на зелений корм — на початку викидання волоті.
Шкідники: попелиці, дротяники, совки та стебловий метелик; хвороби — тверда і летюча сажка, стеблова гниль, коренева гниль, бактеріози та ін.

## Світове виробництво
| Країни    | 1973   | 1985   | 1995   | 2005  |
| --------- | ------ | ------ | ------ | ----- |
| США       | 20 900 | 28 456 | 11 650 | 9 848 |
| Нігерія   | 4 000  | 4 911  | 6 997  | 8 028 |
| Індія     | 4 500  | 10 197 | 9 327  | 8 000 |
| Мексика   |        | 6 597  | 4 170  | 6 300 |
| Аргентина |        | 6 200  | 1 649  | 2 900 |
| Судан     |        | 3 597  | 2 450  | 2 600 |
| КНР       |        | 5 696  | 4 854  | 2 593 |
| Ефіопія   |        | —      | 1 141  | 1 800 |
| Австралія |        | 1 369  | 1 273  | 1 748 |
| Бразилія  |        | 268    | 277    | 1 530 |

## Сорго в Україні
В Україні — 5 видів, з них культивуються 4, переважно в південних частинах країни. Джугару й цукрове сорго вирощують на невеличких площах у степу. Урожайність 25—30 ц/га, зеленої маси — 300—400 ц/га.
Важливі сорти та гібриди в степовій зоні України: Українське 107, Кубанське червоне 1677, Генічеське 1, гібрид Степовий 5, гібрид Кормовий 5, Оранжеве 160.

## Нутриціологічна цінність
Усі види сорго містять фенольні кислоти, а більшість містить флавоноїди. Зерна сорго є одним із найбільших харчових джерел флавоноїду проантоціанідину. Загальний вміст фенолу (як у фенольних кислотах, так і у флавоноїдах) корелює з антиоксидантною активністю. Антиоксидантна активність висока у сорго з темним перикарпієм і пігментованим насінником. Антиоксидантна активність сорго може пояснити зниження захворюваності на деякі види раку серед популяцій, які споживають сорго.

## Галерея

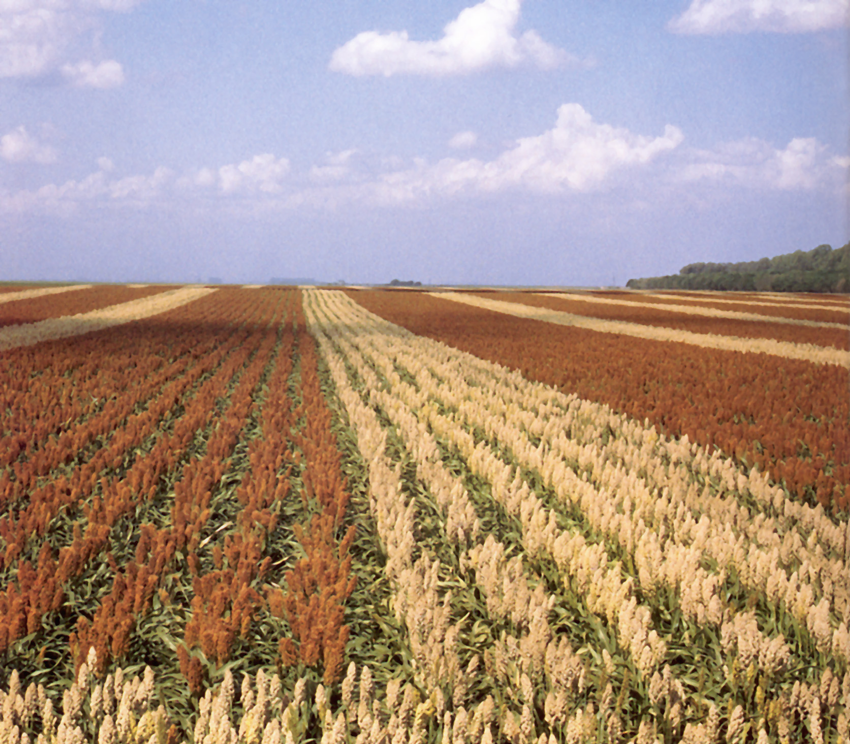
Ділянка гібридизації сорго
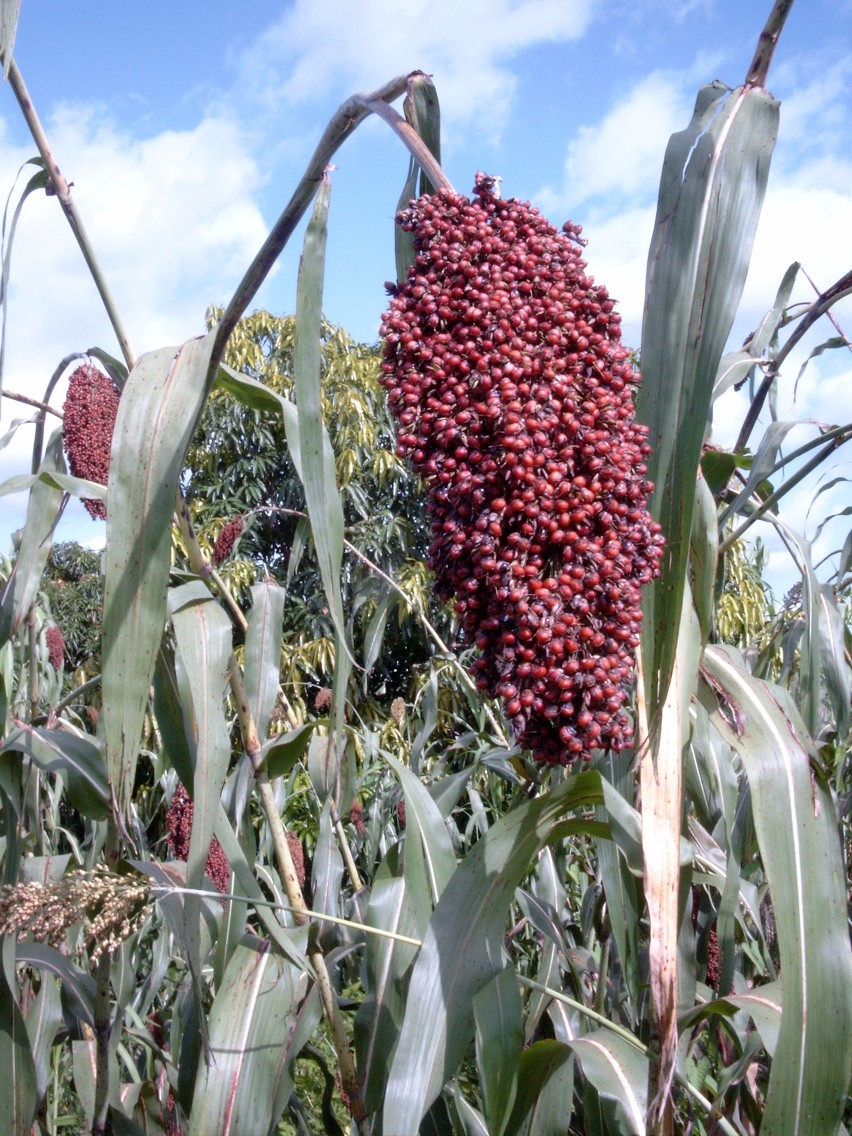
Сорго звичайне (Sorghum bicolor subsp. bicolor)
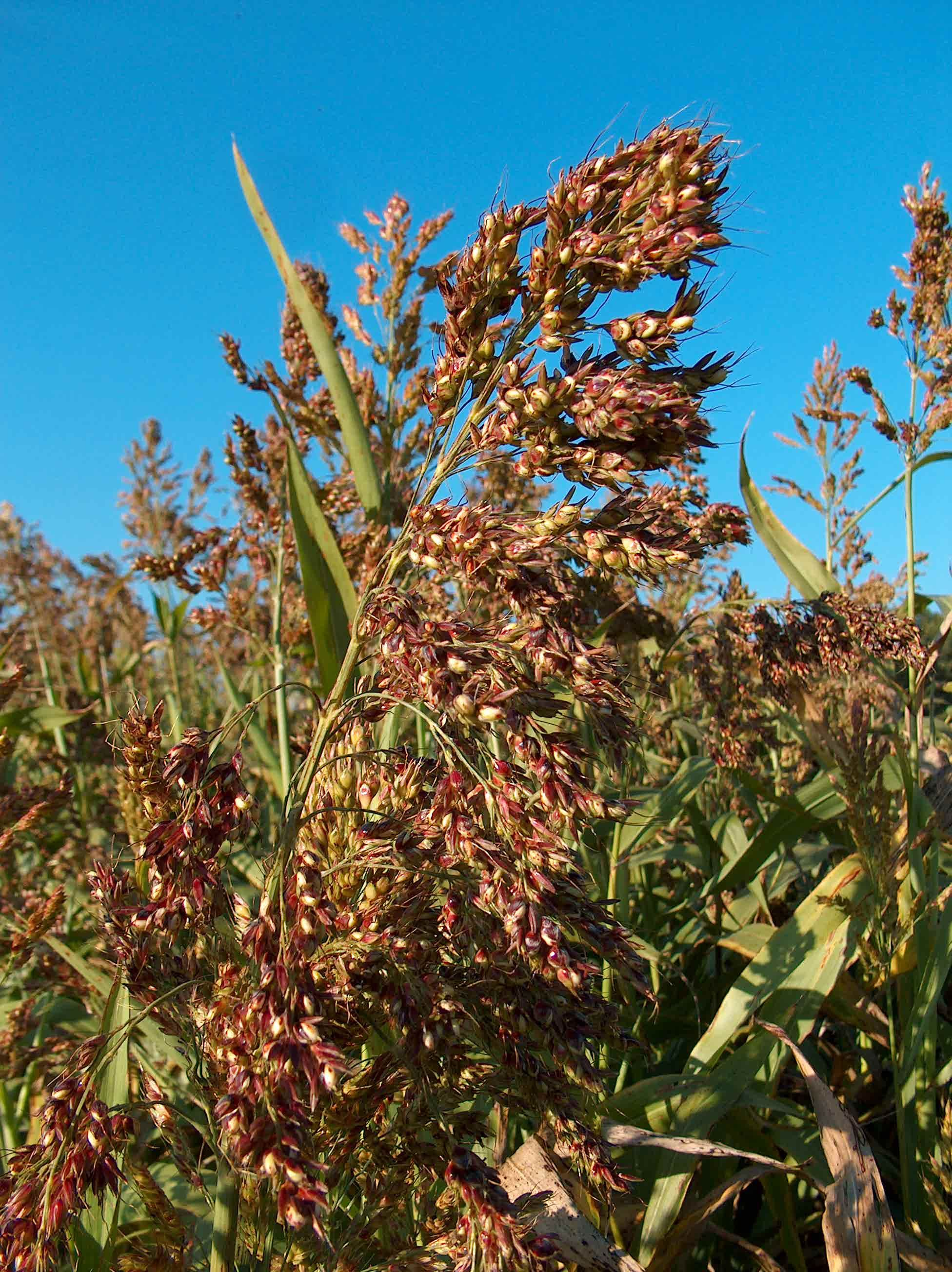
Суданська трава (Sorghum bicolor subsp. drummondii)
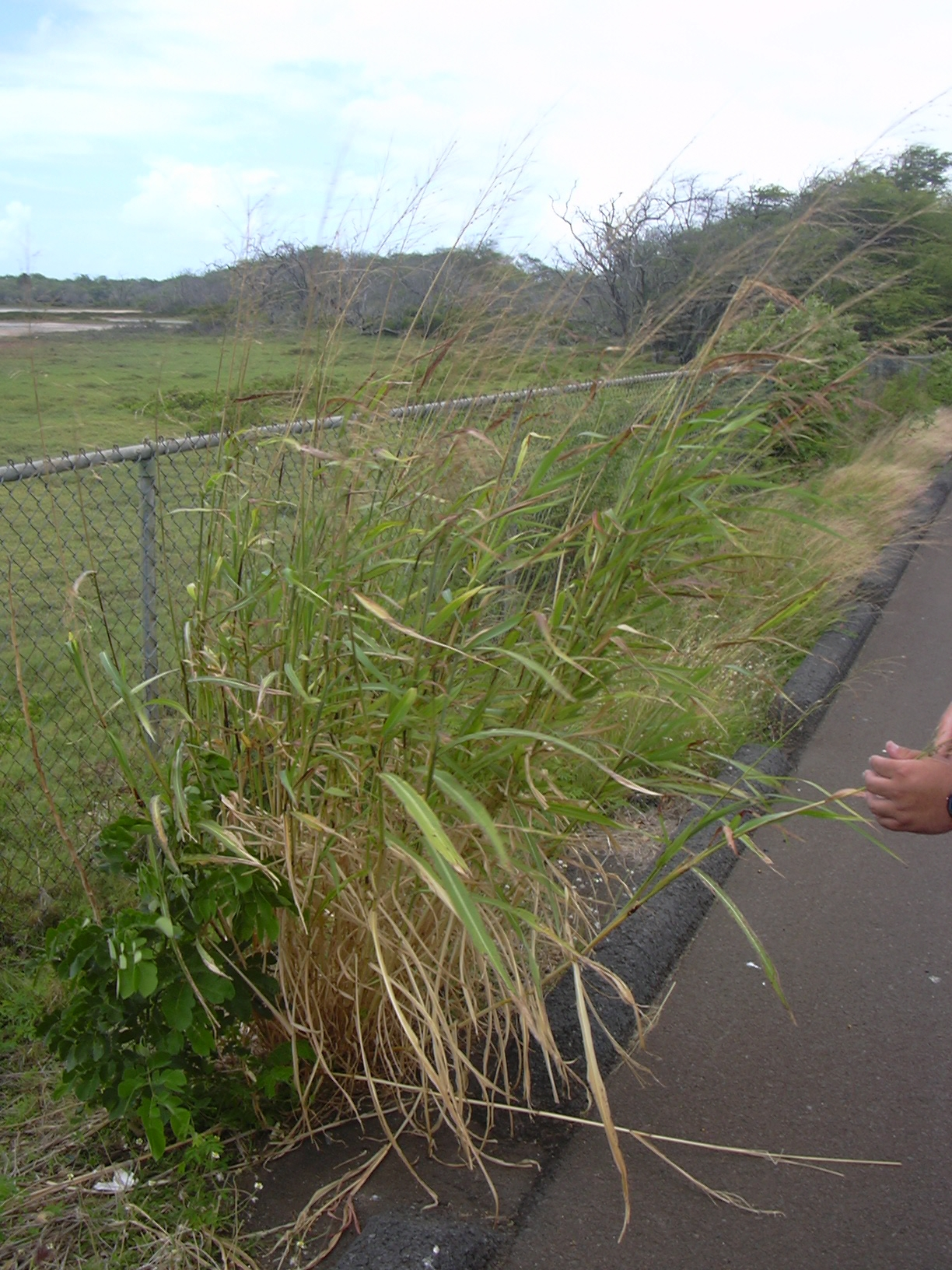
Сорго алепське або гумай (Sorghum halepense)
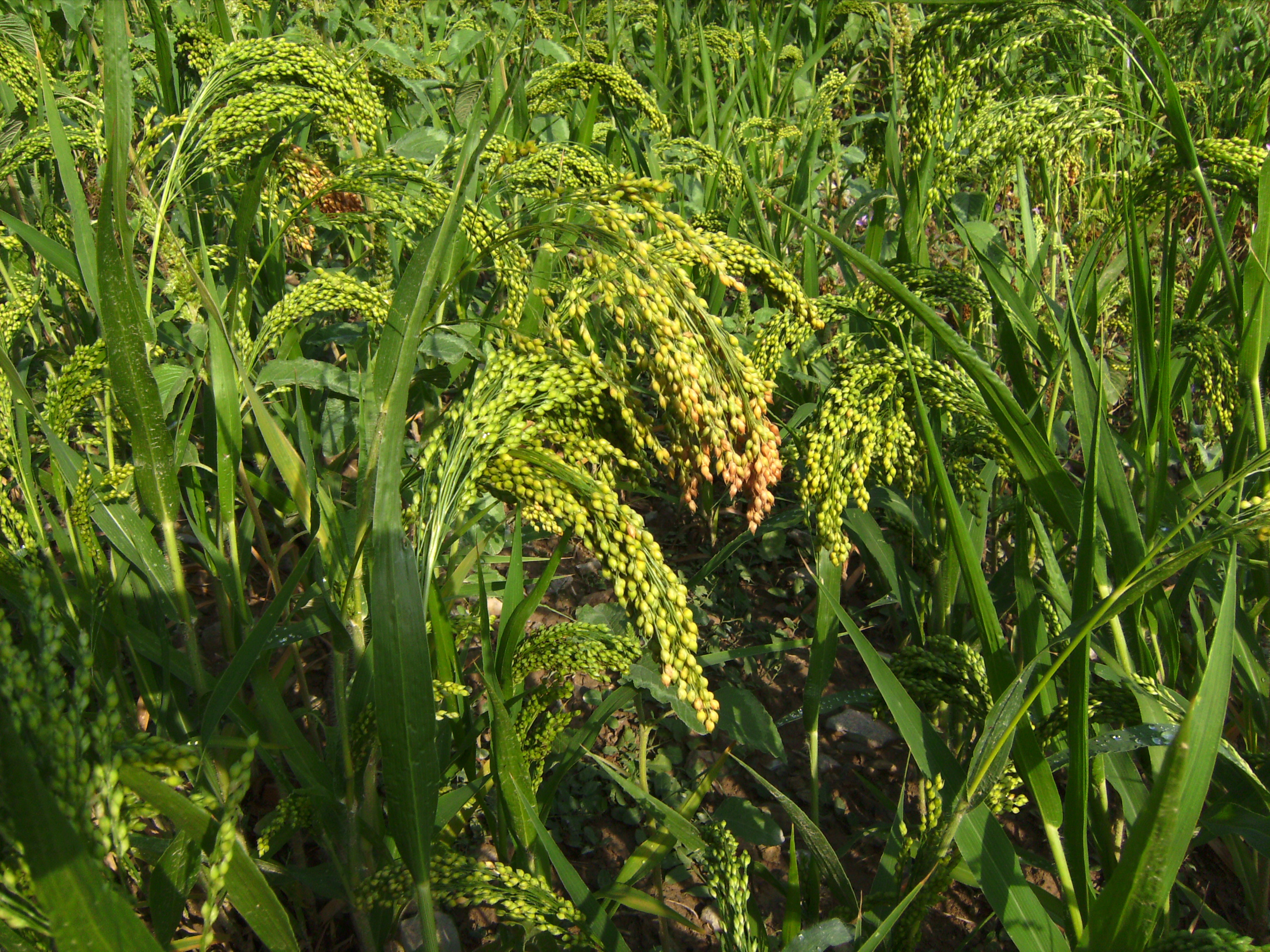
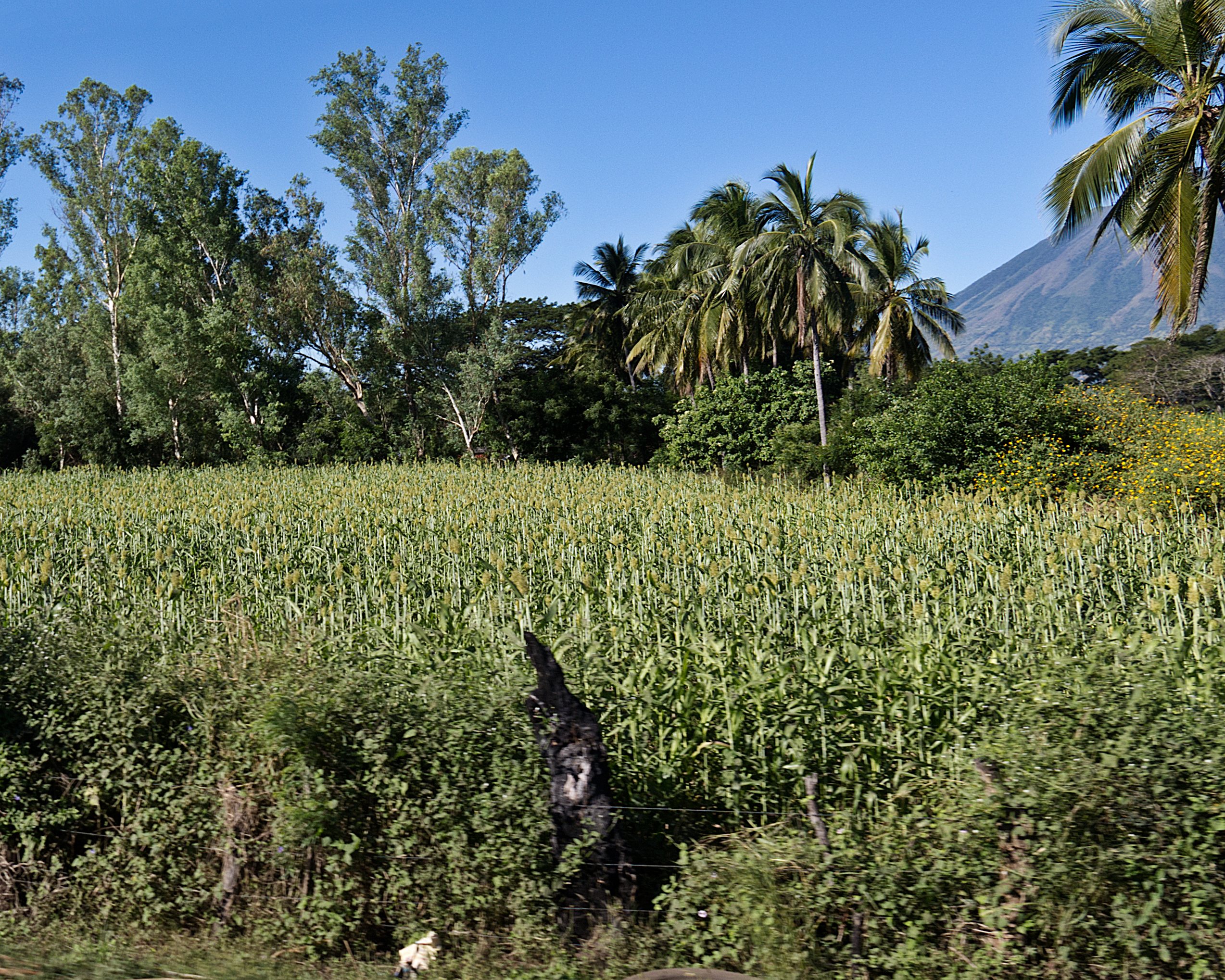
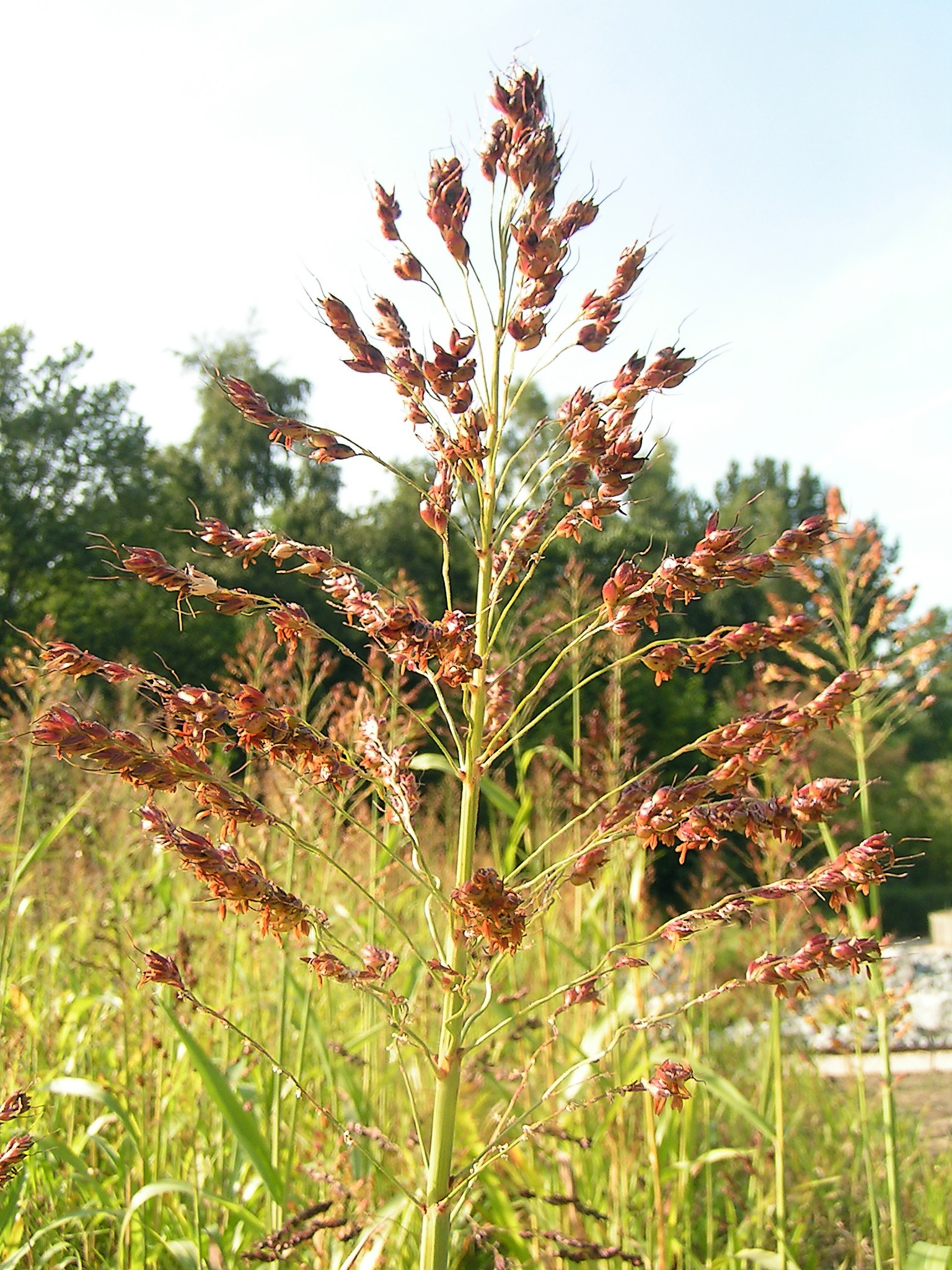
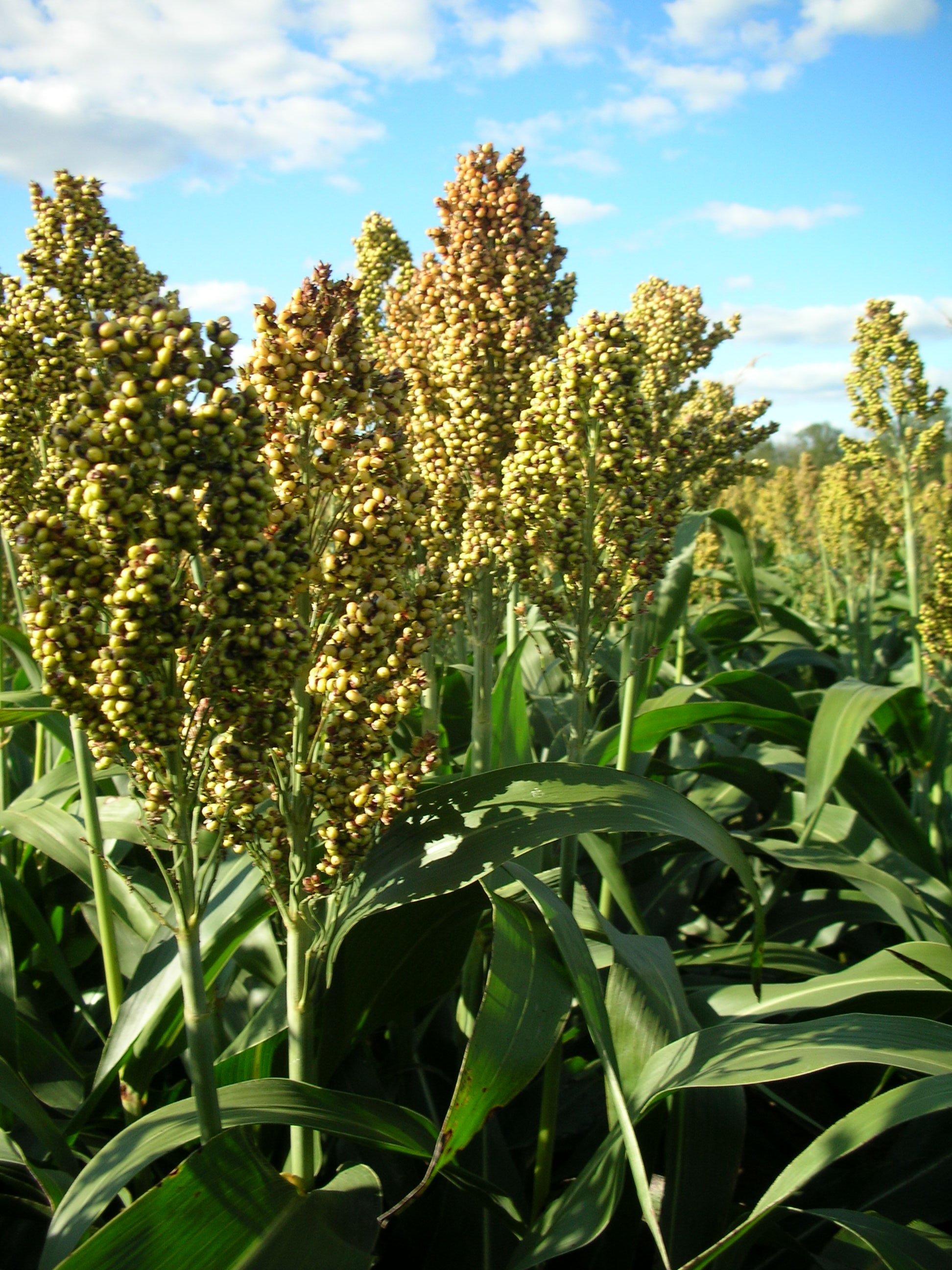
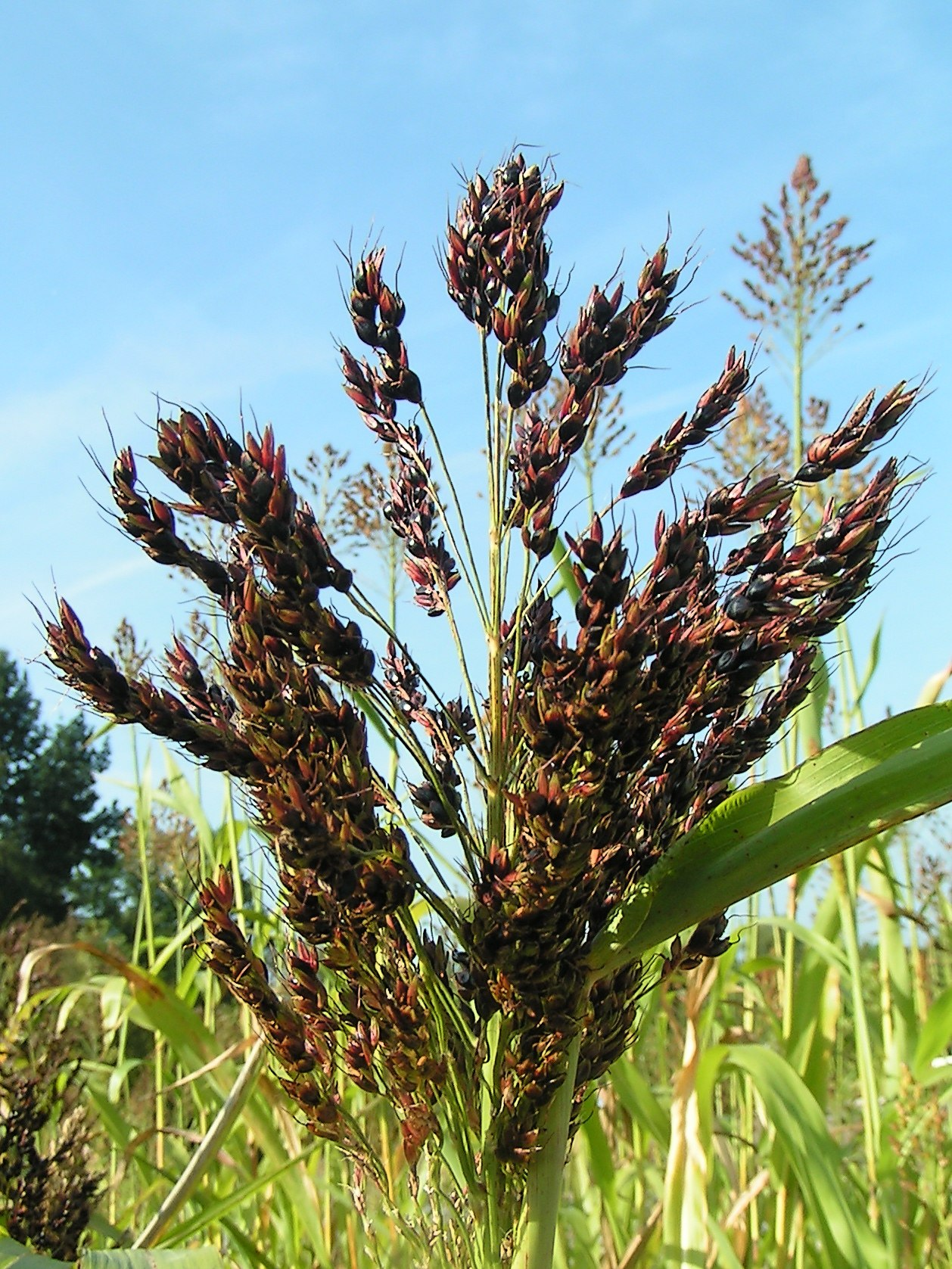
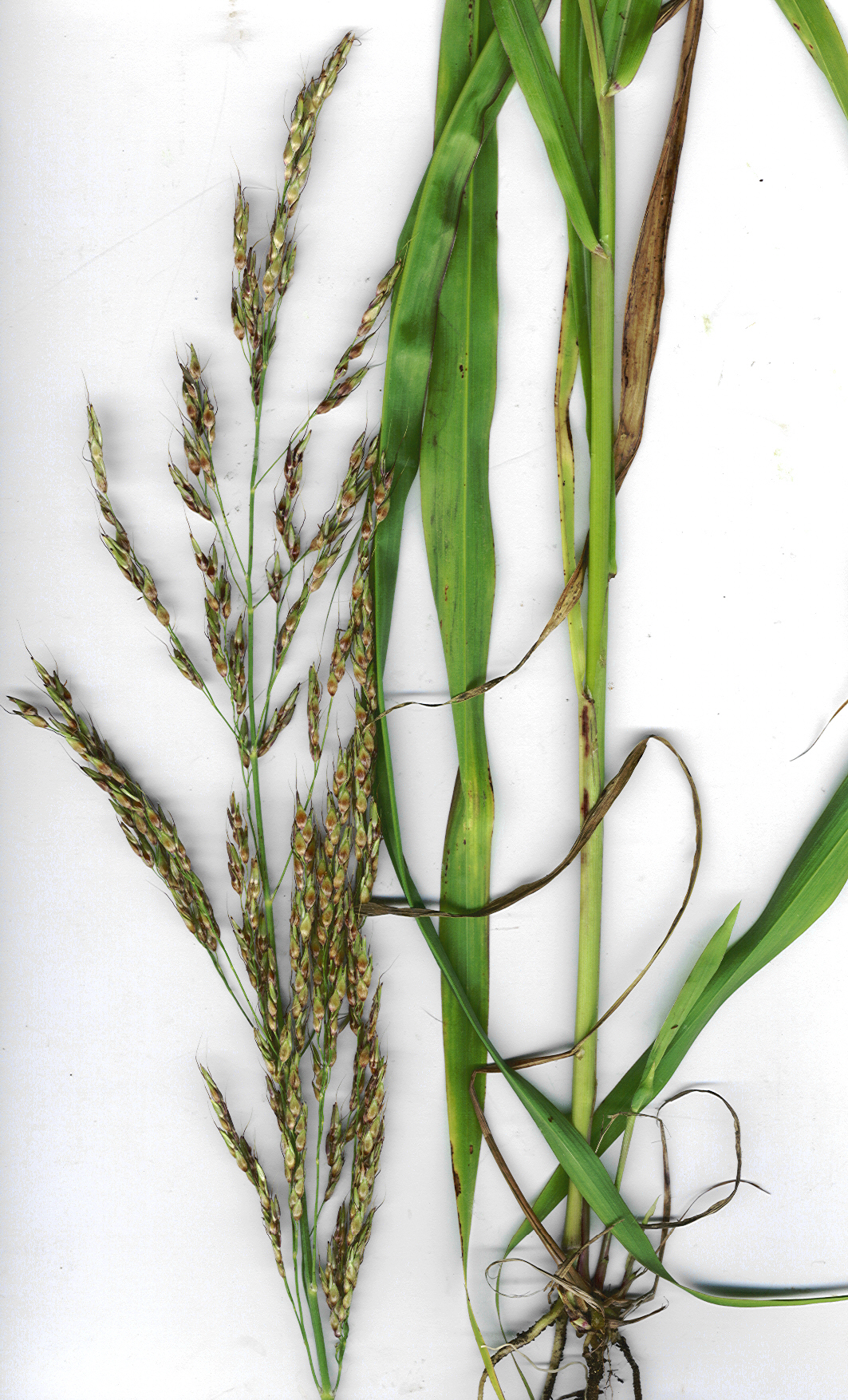
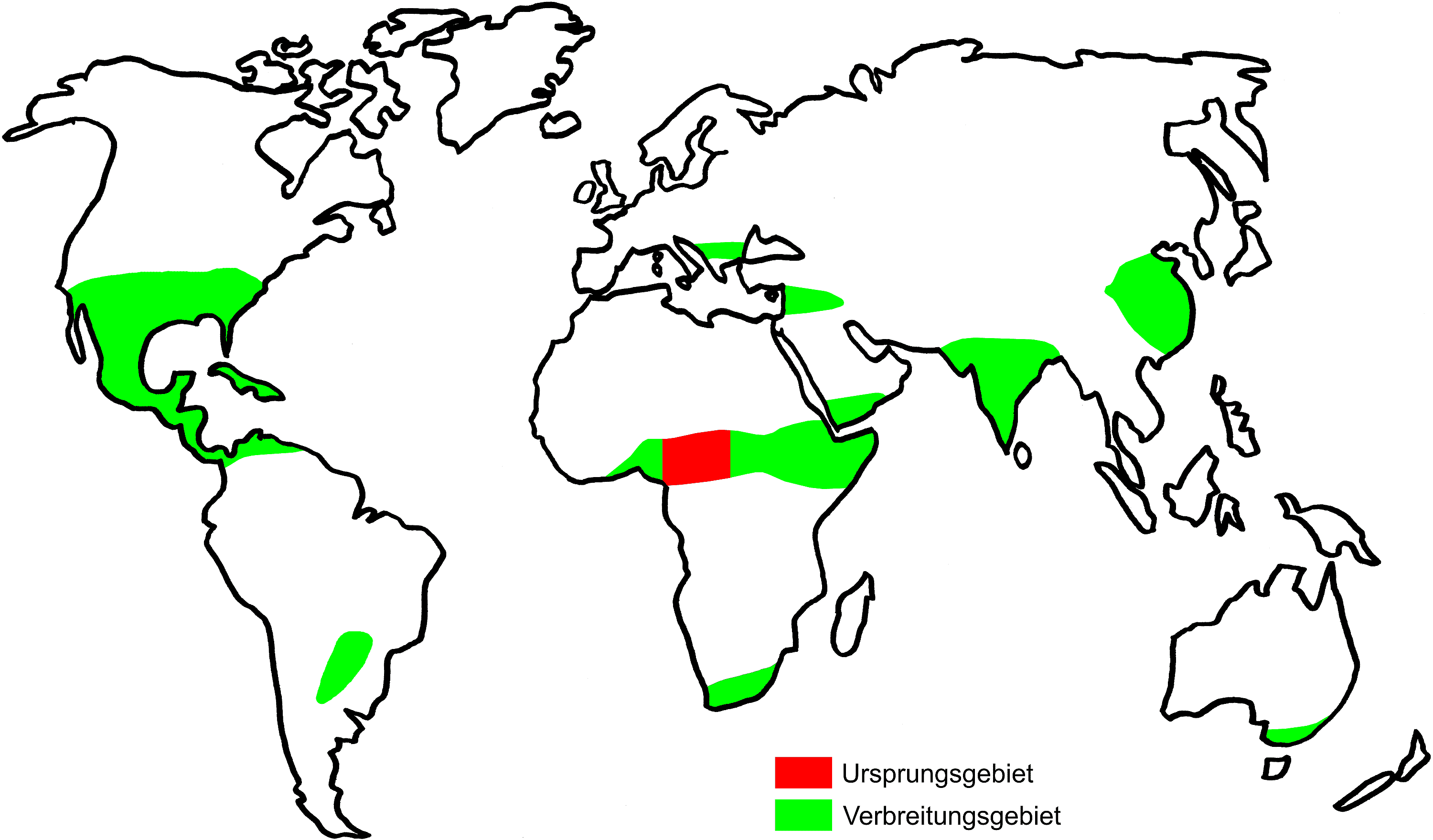
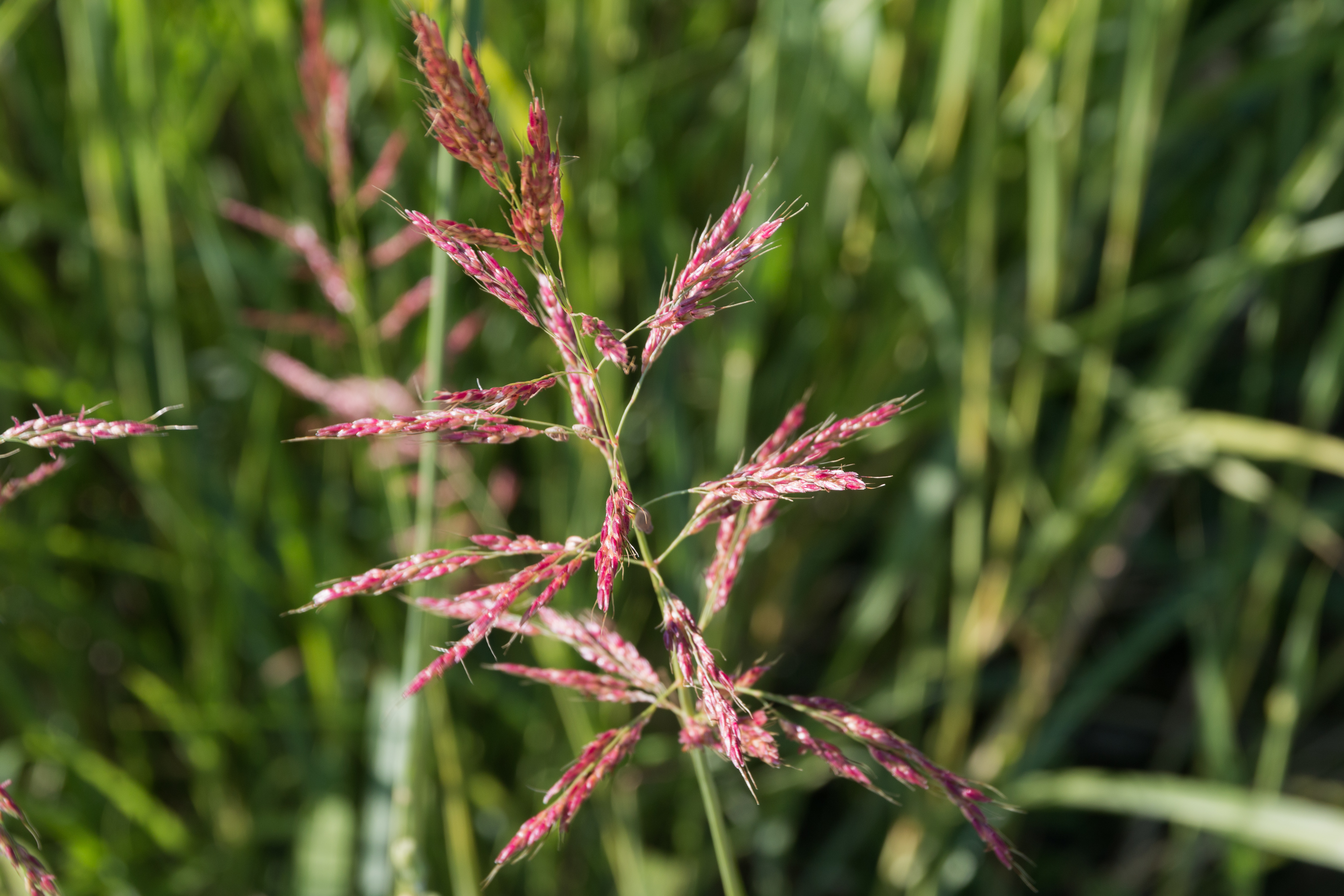